# توكوشيما فورتيس
توكوشيما فولتيس (باليابانية: 徳島ヴォルティス)، هو نادي كرة قدم ياباني وهو نادي يلعب في دوري جيه. يتمركز النادي في توكوشيما، محافظة توكوشيما.